# Cryptoblepharus
Cryptoblepharus ist eine Gattung der Skinke (Scincidae) aus der Unterfamilie Eugongylinae.

## Merkmale und Lebensweise
Die Skinke der Gattung Cryptoblepharus haben glänzende Schuppen. Ähnlich wie Schlangen besitzen sie keine Augenlider, ihre Augen werden stattdessen von einer durchsichtigen Schuppe bedeckt, woraus sich auch der Gattungsname ableitet. Sie zeigen Sexualdimorphismus, insbesondere sind die Männchen kleiner als die Weibchen.
Unter den australischen Arten hat die kleinste (C. tytthos) eine Gesamtlänge von lediglich 3 cm und die größte (C. litoralis) eine von 5,5 cm.
Die Arten der Gattung sind ovipar und halten sich meist zwischen Felsen oder auf Bäumen auf. Sie ernähren sich von kleinen Tieren wie Insekten und Spinnen.

## Verbreitungsgebiet
Die Gattung Cryptoblepharus hat das wohl größte Verbreitungsgebiet aller Skinkgattungen. Sie ist in Australien, Südostasien, Südostafrika sowie auf einigen pazifischen Inseln verbreitet.
Die Arten teilen sich geographisch in etwa 24 in Australien und 30 im Indo-Pazifik und Südwesten des Indischen Ozeans auf.

## Gefährdete Arten
Die IUCN stuft die Art C. egeriae als in der Wildnis ausgestorben („Extinct in the Wild“) ein. Sie war auf der Weihnachtsinsel endemisch, wo sie zuletzt 2010 gesichtet wurde. Ursächlich für die Ausrottung auf der Insel war vermutlich hauptsächlich die Einführung der Kapuzen-Wolfszahnnatter um 1982. Es existiert ein Zuchtprogramm zur Erhaltung der Art.
Darüber hinaus ist die Art C. caudatus vom Aussterben bedroht („Critically Endangered“) und C. ater, C. gloriosus und C. quinquetaeniatus gefährdet („Vulnerable“). Potentiell gefährdet („Near Threatened“) sind C. bitaeniatus, C. boutonii und die auf den Bonin-Inseln endemische Art C. nigropunctatus. Weitere 32 Arten wurden als nicht gefährdet („Least Concern“) eingestuft. Bei C. ahli, C. gurrmul, C. richardsi und C. xenikos lagen nicht genug Daten für eine Einstufung vor („Data Deficient“).

## Systematik

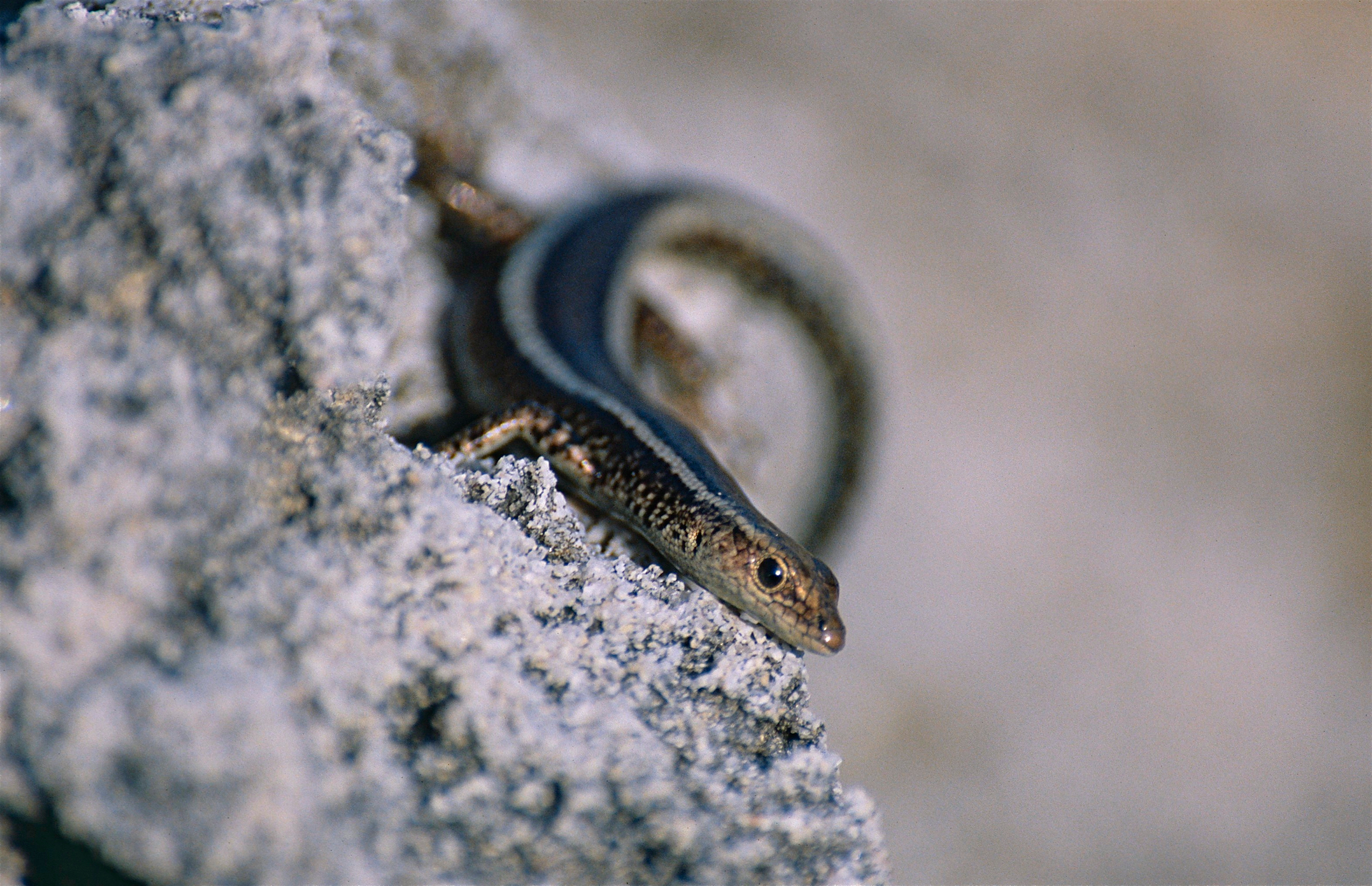
Cryptoblepharus africanus

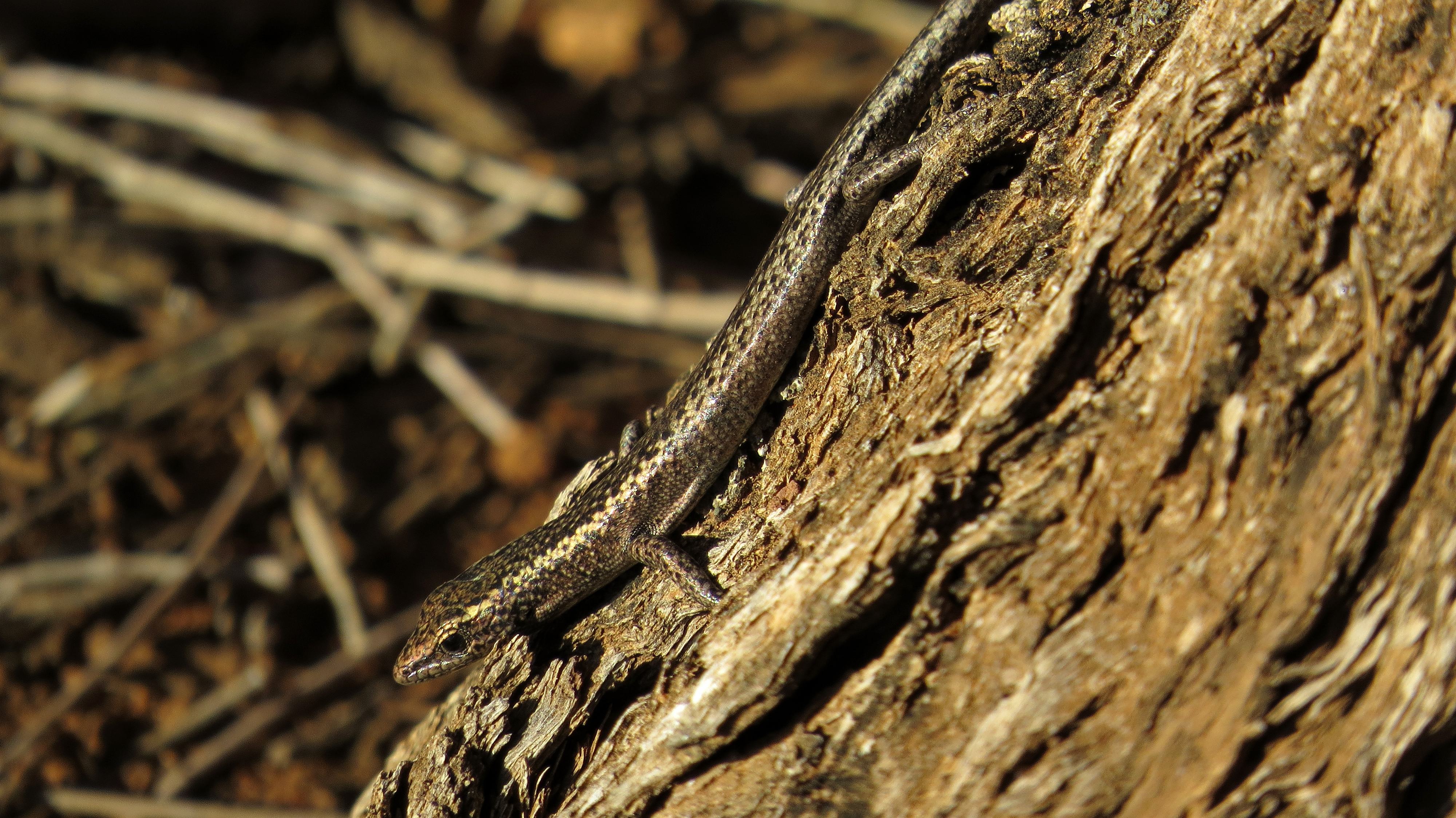
Cryptoblepharus australis

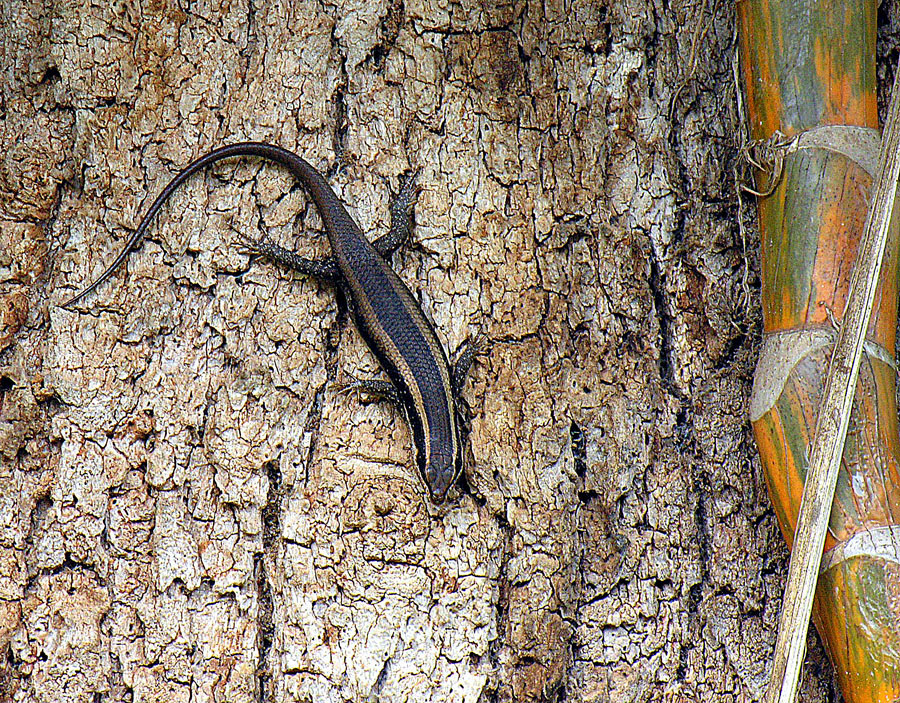
Cryptoblepharus boutonii

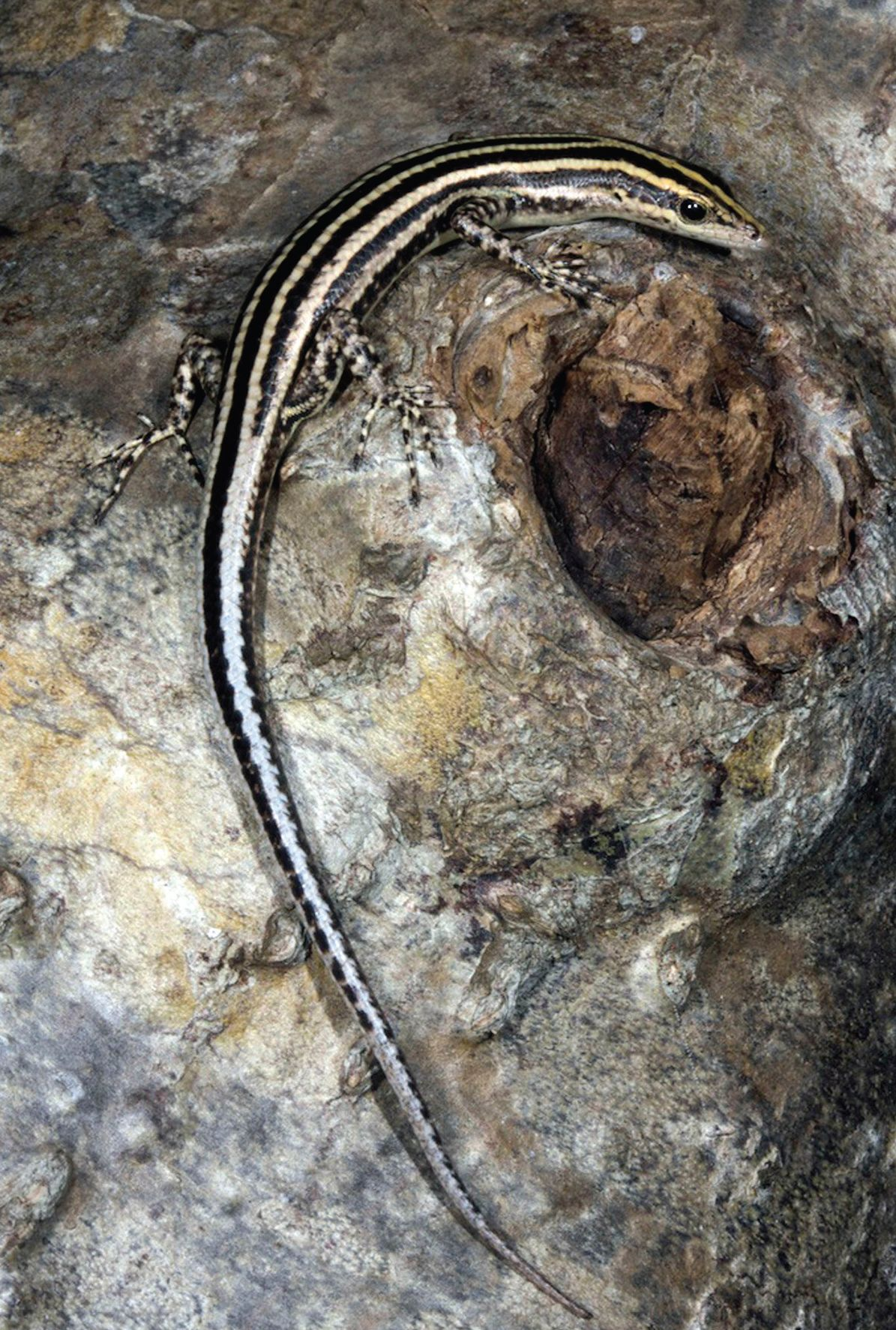
Cryptoblepharus leschenault

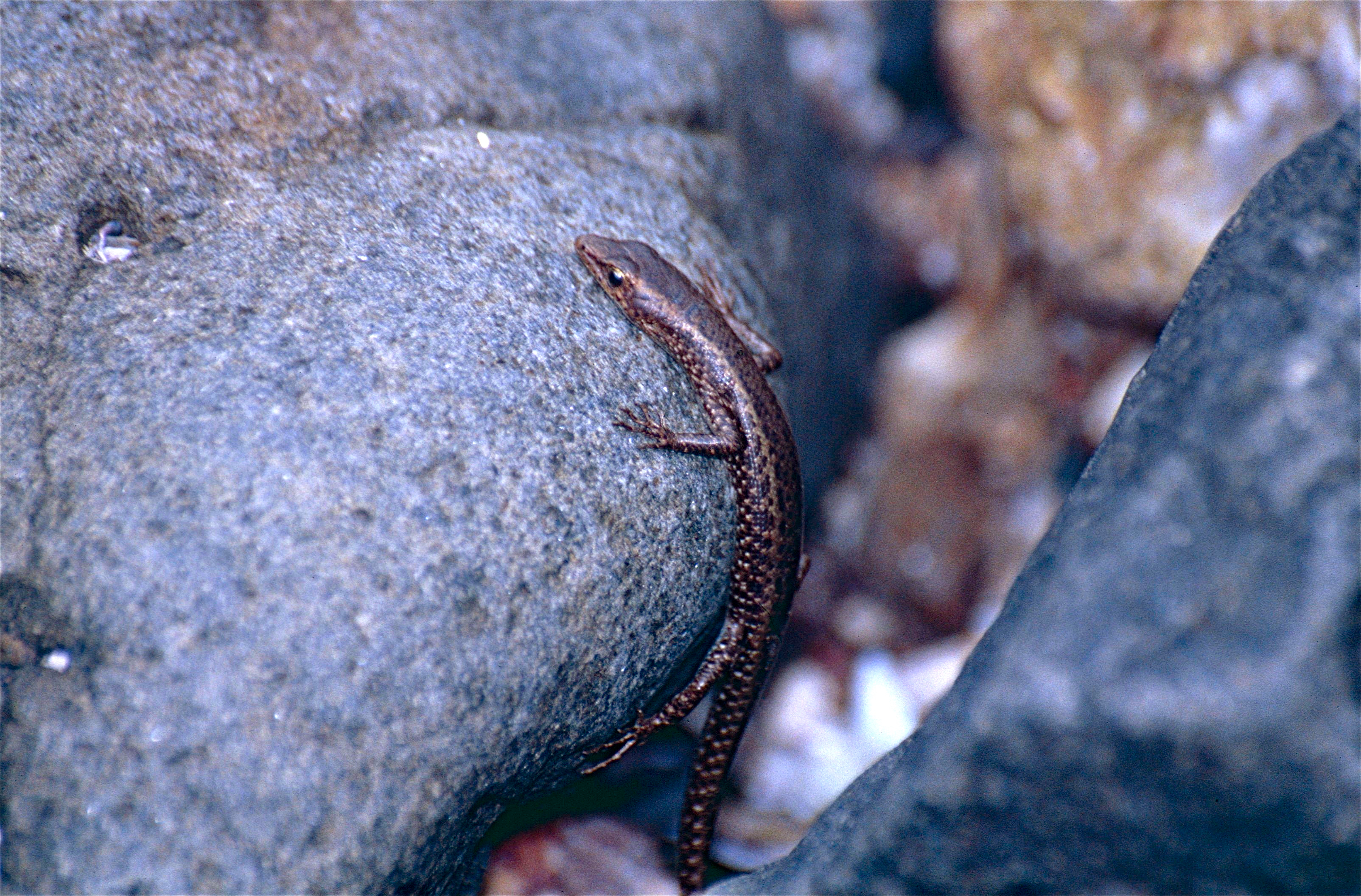
Cryptoblepharus litoralis

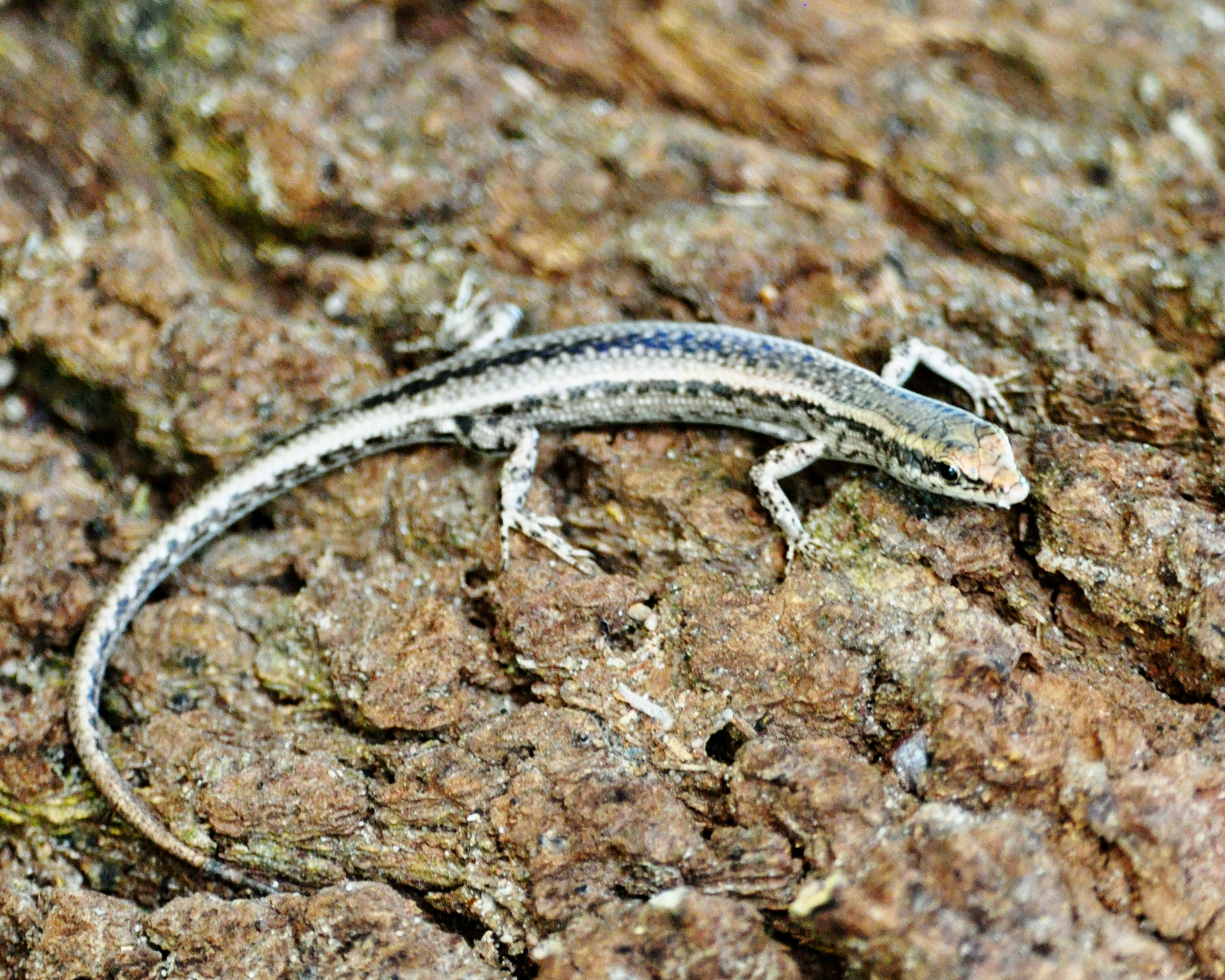
Cryptoblepharus metallicus

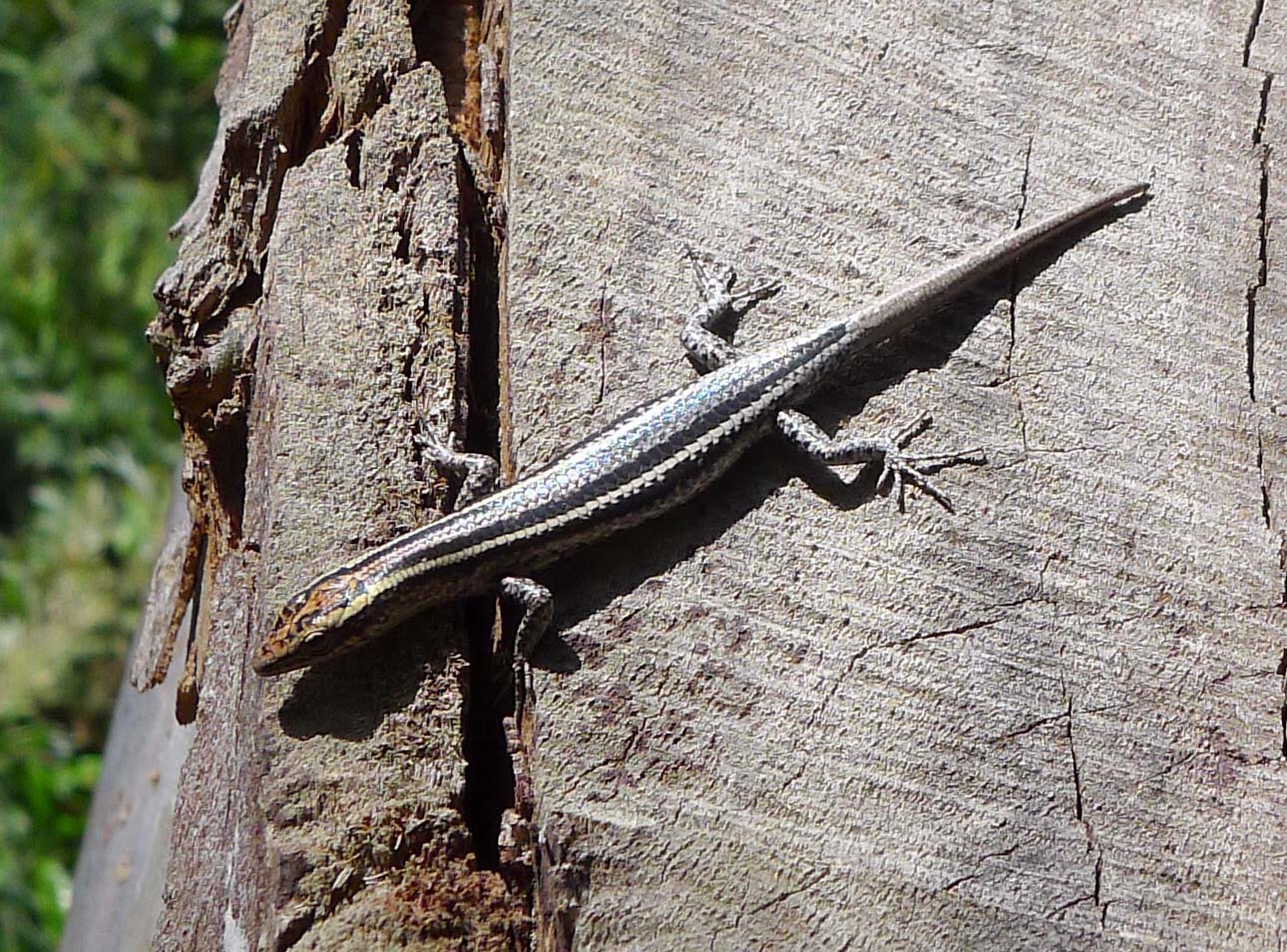
Cryptoblepharus pulcher

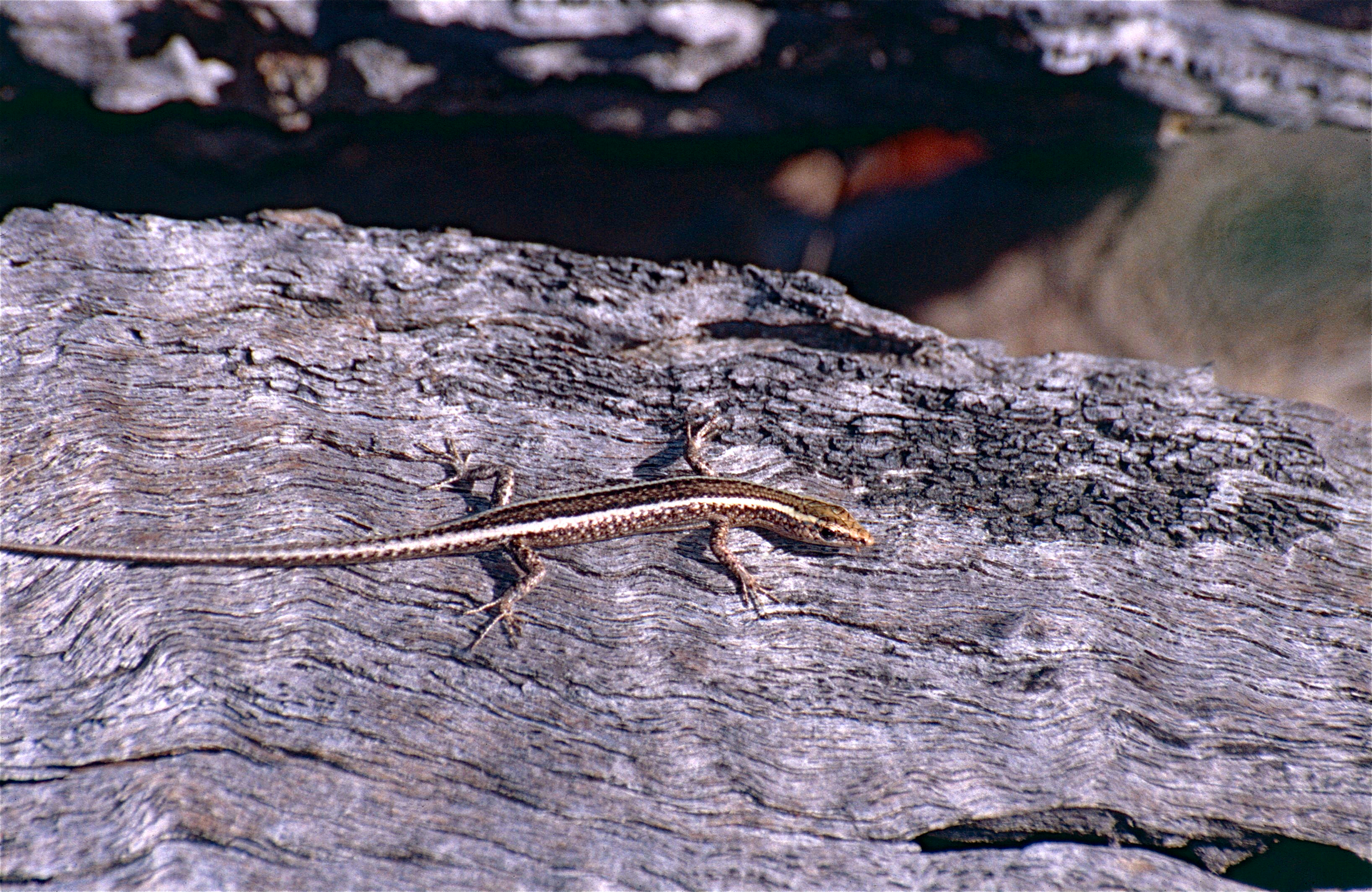
Cryptoblepharus virgatus

Die Gattung wurde 1834 von dem deutschen Zoologen Arend Wiegmann erstbeschrieben. Die Typusart ist Ablepharus poecilopleurus, die jedoch nicht von Wiegmann nominiert, sondern nachträglich 1899 von Leonhard Stejneger zugeordnet wurde.
Eine umfassende Überarbeitung der Gattung mit Fokus auf Australien wurde 2007 von Paul Horner vorgenommen. Dabei wurden einige Arten in neue aufgeteilt wie beispielsweise C. plagiocephalus. Insgesamt identifizierte Horner 54 Arten.
Geringe genetische Divergenz zwischen den Cryptoblepharus-Arten im Indischen Ozean (Rocha et al. 2006) und Schwierigkeiten bei der morphologischen Unterscheidung legen nahe, dass die Gültigkeit vieler von Horner (2007) identifizierter Arten weitere Untersuchungen erfordert. Diese werden daher in der Region nicht allgemein anerkannt (z. B. Blom et al. 2019, Augros und Hawlitschek 2019).
| Ursprüngliche Art | Neue Aufteilung | Ursprüngliche Art | Neue Aufteilung |
| ----------------- | --- | ----------------- | --- |
| C. litoralis      | Cryptoblepharus gurrmul Cryptoblepharus litoralis                                                                       | C. plagiocephalus | Cryptoblepharus australis Cryptoblepharus buchananii Cryptoblepharus cygnatus Cryptoblepharus exochus Cryptoblepharus mertensi Cryptoblepharus metallicus Cryptoblepharus ochrus Cryptoblepharus pannosus Cryptoblepharus plagiocephalus Cryptoblepharus ruber Cryptoblepharus tytthos Cryptoblepharus ustulatus |
| C. megastictus    | Cryptoblepharus daedalos Cryptoblepharus juno Cryptoblepharus megastictus Cryptoblepharus wulbu Cryptoblepharus zoticus | C. plagiocephalus | Cryptoblepharus australis Cryptoblepharus buchananii Cryptoblepharus cygnatus Cryptoblepharus exochus Cryptoblepharus mertensi Cryptoblepharus metallicus Cryptoblepharus ochrus Cryptoblepharus pannosus Cryptoblepharus plagiocephalus Cryptoblepharus ruber Cryptoblepharus tytthos Cryptoblepharus ustulatus |
| C. virgatus       | Cryptoblepharus adamsi Cryptoblepharus pulcher Cryptoblepharus virgatus                                                 | C. plagiocephalus | Cryptoblepharus australis Cryptoblepharus buchananii Cryptoblepharus cygnatus Cryptoblepharus exochus Cryptoblepharus mertensi Cryptoblepharus metallicus Cryptoblepharus ochrus Cryptoblepharus pannosus Cryptoblepharus plagiocephalus Cryptoblepharus ruber Cryptoblepharus tytthos Cryptoblepharus ustulatus |

In der Reptile Database werden Stand 2021 insgesamt 53 Arten unterschieden:
- Cryptoblepharus adamsi Horner, 2007
- Cryptoblepharus africanus (Sternfeld, 1918)
- Cryptoblepharus ahli Mertens, 1928
- Cryptoblepharus aldabrae (Sternfeld, 1918)
- Cryptoblepharus ater (Boettger, 1913)
- Cryptoblepharus australis (Sternfeld, 1918)
- Cryptoblepharus balinensis Barbour, 1911
- Cryptoblepharus bitaeniatus (Boettger, 1913)
- Cryptoblepharus boutonii (Des Jardin, 1831)
- Cryptoblepharus buchananii (Gray, 1838)
- Cryptoblepharus burdeni Dunn, 1927
- Cryptoblepharus caudatus (Sternfeld, 1918)
- Cryptoblepharus cognatus (Boettger, 1881)
- Cryptoblepharus cursor Barbour, 1911
- Cryptoblepharus cygnatus Horner, 2007
- Cryptoblepharus daedalos Horner, 2007
- Cryptoblepharus egeriae (Boulenger, 1888)
- Cryptoblepharus eximius Girard, 1858
- Cryptoblepharus exochus Horner, 2007
- Cryptoblepharus fuhni Covacevich & Ingram, 1978
- Cryptoblepharus furvus Horner, 2007
- Cryptoblepharus gloriosus (Stejneger, 1893)
- Cryptoblepharus gurrmul Horner, 2007
- Cryptoblepharus juno Horner, 2007
- Cryptoblepharus keiensis (Roux, 1910)
- Cryptoblepharus leschenault (Cocteau, 1832)
- Cryptoblepharus litoralis (Mertens, 1958)
- Cryptoblepharus megastictus Storr, 1976
- Cryptoblepharus mertensi Horner, 2007
- Cryptoblepharus metallicus (Boulenger, 1887)
- Cryptoblepharus nigropunctatus (Hallowell, 1861)
- Cryptoblepharus novaeguineae Mertens, 1928
- Cryptoblepharus novocaledonicus (Mertens, 1928)
- Cryptoblepharus novohebridicus Mertens, 1928
- Cryptoblepharus ochrus Horner, 2007
- Cryptoblepharus pannosus Horner, 2007
- Cryptoblepharus plagiocephalus (Coteau, 1836)
- Cryptoblepharus poecilopleurus (Wiegmann, 1836)
- Cryptoblepharus pulcher (Sternfeld, 1918)
- Cryptoblepharus quinquetaeniatus (Günther, 1874)
- Cryptoblepharus renschi Mertens, 1928
- Cryptoblepharus richardsi Horner, 2007
- Cryptoblepharus ruber Börner & Schüttler, 1981
- Cryptoblepharus rutilus (Peters, 1879)
- Cryptoblepharus schlegelianus Mertens, 1928
- Cryptoblepharus tytthos Horner, 2007
- Cryptoblepharus ustulatus Horner, 2007
- Cryptoblepharus virgatus (Garman, 1901)
- Cryptoblepharus voeltzkowi (Sternfeld, 1918)
- Cryptoblepharus wulbu Horner, 2007
- Cryptoblepharus xenikos Horner, 2007
- Cryptoblepharus yulensis Horner, 2007
- Cryptoblepharus zoticus Horner, 2007